# 多蘿西亞·瑪麗亞 (薩克森-威瑪)
多蘿西亞·瑪麗亞（德語：Dorothea Maria，1641年10月14日—1675年6月11日），薩克森-蔡茨公爵夫人，薩克森-威瑪公爵威廉的女兒。

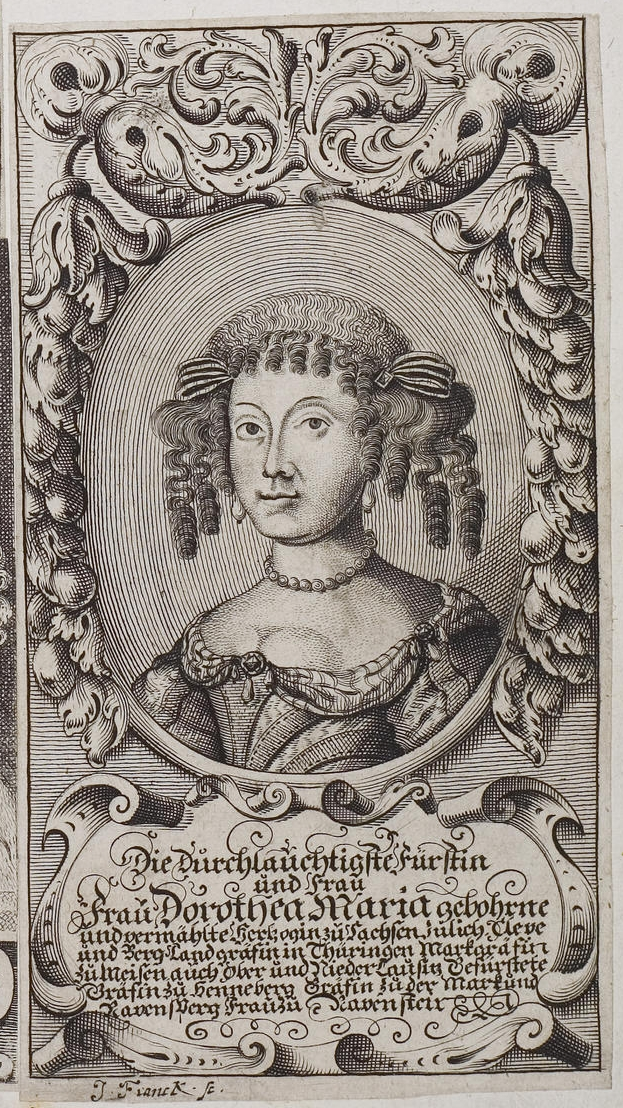

## 家庭
1656年，多蘿西亞·瑪麗亞和薩克森-蔡茨的莫里茲結婚，兩人共有3子1女：
1. 厄德穆特·多蘿西亞（1661年—1720年）
2. 莫里茲·威廉（1664年—1718年）
3. 克里斯蒂安·奧古斯特（英语：Christian August of Saxe-Zeitz）（1666年—1725年）
4. 腓特烈·海因里希（英语：Frederick Henry, Duke of Saxe-Zeitz-Pegau-Neustadt）（1668年—1713年）